# Shaft (film, 2000)
Pour les articles homonymes, voir Shaft.
Série
Shaft contre les trafiquants d'hommes
(1973) Shaft
(2019)
Pour plus de détails, voir Fiche technique et Distribution.
Shaft est un film américano-allemand réalisé par John Singleton et sorti en 2000. Il s'agit du quatrième film consacré à John Shaft, le premier étant Les Nuits rouges de Harlem (Shaft) réalisé en 1971 par Gordon Parks.
Le film débute une nuit, dans un bar de Manhattan, où l'inspecteur J. P Shaft (neveu de John Shaft), flic noir aux méthodes peu orthodoxes, est appelé à la suite d'une agression raciste. Quelques minutes après son arrivée sur le lieu du crime, la victime — l'étudiant noir Trey Howard — succombe à un traumatisme crânien. La barmaid Diane Palmieri, unique témoin oculaire du drame, désigne discrètement à Shaft le coupable : Walter Wade Jr.. Ce dernier est le fils d'un riche promoteur immobilier qui invoque avec arrogance la légitime défense. Par ailleurs, il défie ouvertement le policier. Shaft arrête Wade, mais son avocat obtient sa libération immédiate, moyennant une caution substantielle.

## Synopsis
Appelé pour enquêter sur l'agression grave de Trey Howard (Mekhi Phifer) à l'extérieur d'un restaurant, le détective du NYPD John Shaft (Samuel L. Jackson) arrête Walter Wade Jr. (Christian Bale), le fils d'un riche magnat de l'immobilier Walter Wade Sr.(Philip Bosco), après avoir remarqué du sang sur lui. Wade revendique la légitime défense. Shaft remarque une serveuse blessée, Diane Palmieri (Toni Collette), qui regarde Wade, et essaie en vain d'obtenir une déclaration de sa part. L'ami de Trey dit à Shaft que lorsqu'elle et Trey sont entrés dans le restaurant, Wade l'a harcelé racialement. Trey a humilié Wade en retour et a quitté le restaurant, poursuivi par Wade. Shaft cherche Diane mais elle est partie. Trey fait une crise et meurt; quand Wade se moque de Trey, Shaft frappe Wade sur le nez et recommence après avoir été menacé de réaffectation dans un autre quartier. Lors du procès, le juge accorde à Wade une caution de 200,000 $. Il appelle plus tard Shaft pour le remercier de s'être cassé le nez et dit qu'il s'est enfui en Suisse.
Deux ans plus tard, Wade retourne aux États-Unis et Shaft le salue et l'arrête. Les amis de Shaft lui organisent une fête de célébration où l'aîné l'oncle Shaft (Richard Roundtree) apparaît et l'avertit que la richesse de Wade augmente ses chances d'acquittement. Alors que Wade est temporairement détenu au quartier général de la police, le baron de la drogue dominicain Peoples Hernandez (Jeffrey Wright), que Shaft a précédemment arrêté, se lie d'amitié avec lui. Lors de l'audience, le juge demande à Wade de remettre son passeport et fixe la caution à 1 million de dollars. Shaft démissionne de la police, jurant de traduire Wade en justice selon ses propres conditions.
Shaft cherche Diane mais ne localise que sa mère Ann, tandis que Wade propose les bijoux de sa mère décédée pour engager Peoples pour la poursuivre. Peoples veut que Wade le rejoigne dans son commerce de drogue, mais accepte le travail à condition que Wade vende les bijoux. Peoples engage les anciens collègues officiers de Shaft, Jack Roselli et Jimmy Groves, pour suivre Shaft; le couple révèle un mouchard parmi le gang de Peoples qui avait dit à Shaft ce qui se passait. Déguisés, Shaft et son ancien partenaire, le détective Luger, mugissent Wade de l'argent qu'il a récolté en vendant les bijoux. Il plante ensuite l'argent sur Roselli et Groves, et fait croire aux gens qu'ils le doublent. Cependant, après avoir appris que Shaft avait quitté les lieux, ils le suivent.
Après avoir retracé un appel téléphonique, Shaft localise finalement Diane, mais le gang des People les attaque. Dans la fusillade, Shaft tue le petit frère de Peoples. Les frères de Diane, Mikey et Frankie, arrivent pour la récupérer, mais Mikey est poignardé par Peoples. Shaft, Diane, Rasaan et Frankie se regroupent dans l'appartement de Rasaan, suivis secrètement par Roselli et Groves. Diane raconte à Shaft le récit de son témoin oculaire sur le meurtre de Trey par Wade. Wade la menace de se taire, puis elle fait mine d'accepter une récompense à condition qu'elle disparaisse. Pendant ce temps, Peoples attaque avec colère Wade à propos de la mort de son frère.
Roselli et Groves jalonnent l'appartement de Rassan mais quand Carmen arrive et commence à poser des questions, ils lui tirent une balle dans la poitrine. Les gangs attaquent, mais Shaft riposte, tandis que Diane et les autres s'enfuient. Roselli et Groves attrapent Shaft, qui ordonne à Carmen, qui portait un gilet, de les tuer. Peoples et son gang poursuivent et démontent la voiture de Rassan. Lorsque Peoples retient Diane en otage, Shaft le persuade de se battre sans armes, mais après une confrontation momentanée, ils sortent des armes de poing, Shaft tuant Peoples en premier.
Shaft rassure la mère de Trey, Carla, sur les nouvelles conditions du procès, cependant, lorsque Wade arrive, elle lui tire dessus à plusieurs reprises et est ensuite arrêtée. De retour au poste de police, Shaft réitère à Carmen sa préférence pour le détective privé. Une femme leur demande de l'aide pour déposer des accusations d'agression contre son petit ami violent. D'abord hésitant, il décide de l'aider via ses méthodes en voyant sa blessure. Lui et son oncle vont ensemble pour affronter le petit ami, avec Rasaan, que Shaft présente avec une nouvelle voiture.

## Fiche technique
- Titre original et français : Shaft
- Réalisation : John Singleton
- Scénario : Shane Salerno, Richard Price et John Singleton, d'après les personnages créés par Ernest Tidyman
- Direction artistique : Dennis Bradford
- Décors : Patrizia von Brandenstein
- Costumes : Ruth E. Carter
- Photographie : Donald E. Thorin
- Montage : John Bloom, Antonia Van Drimmelen
- Musique : David Arnold ; Theme from Shaft d'Isaac Hayes
- Production :  John Singleton, Mark Roybal, Scott Rudin ; Eric Steel (coprod.) ; Paul Hall, Steve Nicolaides, Adam Schroeder (exécutifs)
- Sociétés de production : New Deal Productions, Paramount Pictures, Scott Rudin Productions ; MFP Munich Film Partners GmbH & Company I. Produktions KG (Allemagne)
- Sociétés de distribution : Paramount Pictures (États-Unis), UIP (France)
- Budget : 46 millions de dollars[2]
- Pays de production :  États-Unis,  Allemagne
- Langue originale : anglais
- Format : Couleurs - 35 mm - 2,35:1 - DTS/Dolby Digital
- Genre : policier, crime
- Durée : 100 minutes
- Dates de sortie[3] :
  - États-Unis : 16 juin 2000
  - France, Belgique : 8 novembre 2000
- Film interdit aux moins de 12 ans lors de sa sortie en France

## Distribution
Sauf indication contraire, les informations mentionnées dans cette section peuvent être confirmées par la base de données cinématographiques IMDb,  présente dans la section « Liens externes ».
- Samuel L. Jackson (VF : Thierry Desroses ; VQ : Éric Gaudry) : John Shaft
- Vanessa Lynn Williams (VF : Ninou Fratellini ; VQ : Linda Roy) : Carmen Vasquez
- Jeffrey Wright (VF : Jo Camacho ; VQ : Manuel Tadros) : Peoples Hernandez
- Christian Bale (VF : David Krüger ; VQ : Patrice Dubois) : Walter Wade, Jr.
- Busta Rhymes (VF : Lucien Jean-Baptiste ; VQ : Benoit Éthier) : Rasaan
- Dan Hedaya (VF : François Siener ; VQ : Jean-Marie Moncelet) : inspecteur Jack Roselli
- Toni Collette (VF : Catherine Hamilty ; VQ : Violette Chauveau) : Diane Palmieri
- Richard Roundtree (VF : Sylvain Lemarié ; VQ : Raymond Bouchard) : oncle John Shaft
- Ruben Santiago-Hudson (VF : Gérard Darier ; VQ : François L'Écuyer) : Jimmy Groves
- Josef Sommer (VF : Michel Le Royer) (1re voix de la première scène) (VQ : Claude Préfontaine) : Curt Flemming
- Lynne Thigpen : Carla Howard
- Philip Bosco : Walter Wade, Sr.
- Pat Hingle (VF : William Sabatier) : le juge Dennis Bradford
- Lee Tergesen (VF : Vincent Ropion ; VQ : Bernard Fortin) : Luger
- Daniel von Bargen : le lieutenant Kearney
- Francisco « Coqui » Taveras : Lucifer
- Sonja Sohn (VF : Catherine Privat) : Alice
- Peter McRobbie : le lieutenant Cromartie
- Zach Grenier : Harrison Loeb
- Richard Cocchiaro (VF : Antoine Tomé) : Frank Palmieri
- Ron Castellano (VF : Boris Rehlinger) : Mike Palmieri
- Freddie Ricks (VF : Joël Zaffarano) : Big Raymond
- Andre Royo : Tattoo
- Mekhi Phifer (VF : Sidney Kotto ; VQ : Antoine Durand) : Trey Howard
- Gano Grills (VF : Jérôme Rebbot) : Cornbread
- Catherine Kellner (VF : Christiane Jean) : Ivy
- Joe Quintero (VF : Franck Capillery) : l'assistant du procureur Hector Torres
- Lanette Ware (VF : Anne Jolivet) : Terry
- Stu « Large » Riley (VF : Lionel Henry) : Leon
- Mark Zeisler (VF : Franck Capillery) : le procureur Andrew Nicoli
- Lawrence Taylor (VF : Jacques Martial) : Lamont
- Gordon Parks : Mr P
- Philip Rudolph (VF : Patrice Baudrier) : le sergent en uniforme
- Elizabeth Banks : une amie de Trey
- Joan Baker (en) : la petite-amie de l'oncle John Shaft
- Deirdre Lovejoy : l'officier de police (non créditée)
- Dorian Missick (en) : le jeune homme  (non crédité)
- Gloria Reuben (VF : Christiane Jean) : le sergent Council (non créditée)
- John Singleton : le policier avec la tasse de thé (non crédité)

## Production

### Genèse et développement

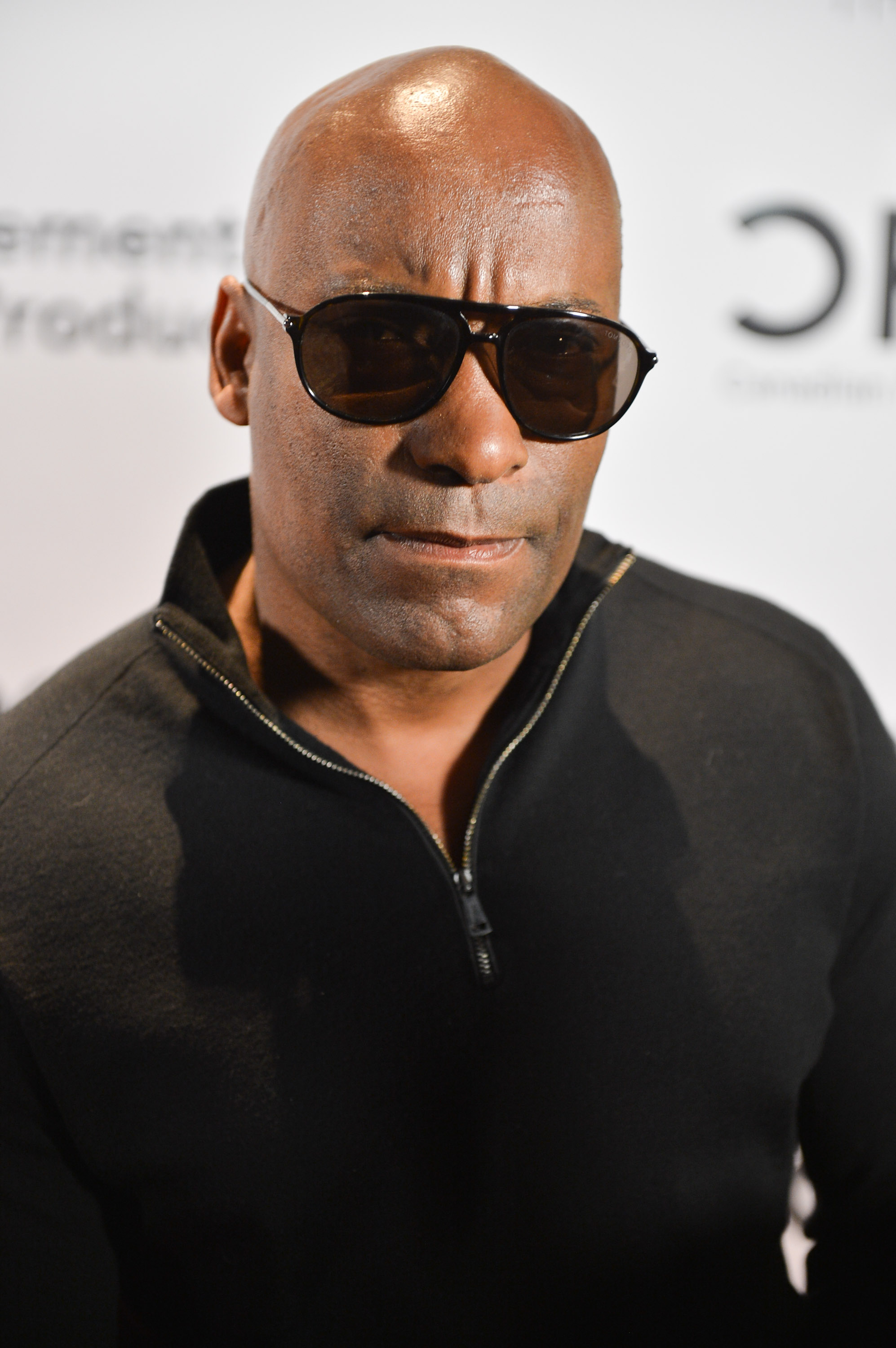
Le coscénariste et réalisateur du film, John Singleton, a été révélé par le film indépendant Boyz n the Hood, sorti en 1991.

Le réalisateur John Singleton souhaite initialement que le personnage principal soit le fils de John Shaft et que père et fils travaillent ensemble. Cela déplait cependant au studio. Scott Rudin demande que le personnage original devienne l'oncle John Shaft et que sa présence ne soit réduite qu'à une petite participation.

### Attribution des rôles
Alors que John Singleton voulait Don Cheadle pour le rôle-titre, le producteur Scott Rudin insiste pour avoir un acteur davantage connu. Alors que Wesley Snipes et Will Smith sont envisagés, le rôle revient finalement à Samuel L. Jackson. Il incarne le neveu du personnage de John Shaft, incarné jadis par Richard Roundtree. Le réalisateur John Singleton déclare :

« Jusque-là, nous n'avions guère qu'un héros afro-américain : Sidney Poitier. L'entrée en scène de Richard Roundtree nous fit l'effet d'un électro-choc. Dès lors, chacun voulut l'imiter. Aujourd'hui, très peu d'acteurs sont capables de jouer ce type de personnage. Sam Jackson domine le lot. Shaft est un personnage éminemment contemporain qui évolue avec une suprême aisance entre plusieurs mondes. Il est aussi à l'aise dans les bas-fonds de New York que dans les boîtes chics de Manhattan. C'est ainsi que le rôle fut conçu à l'origine, et c'est ainsi que Sam le joue. »

John Leguizamo est initialement choisi pour incarner Peoples Hernandez. Il préfère cependant s'engager sur Moulin Rouge. Le rôle revient alors à Jeffrey Wright.
Richard Roundtree, qui interprétait John Shaft dans les premiers trois épisodes et la série télévisée, tient ici le même rôle, devenu l'oncle John de Samuel L. Jackson. Par ailleurs, Gordon Parks, réalisateur des deux premiers films, fait une apparition dans le rôle du patron du Lenox Lounge où Shaft se rend pour retrouver ses amis. On retrouve également Isaac Hayes, qui fait un caméo. Pendant le film, on peut entendre à plusieurs reprises son Theme from Shaft qu'il a composé pour Les Nuits rouges de Harlem (1971).

### Tournage
Le tournage a lieu de septembre 1999 à mars 2000. Il se déroule à New York, notamment à Brooklyn (Gerritsen Beach, Sheepshead Bay, Navy Yard), à Manhattan (Lenox Lounge à Harlem, Chelsea), dans le Queens (College Point). Quelques scènes sont tournées dans le New Jersey, notamment à Jersey City et Newark.

### Musique
Bandes originales de Shaft
Shaft contre les trafiquants d'hommes
(1973) Shaft
(2019)
L'album de la bande originale, Music from and inspired by Shaft, contient des chansons d’artistes rap-R'n'B. Le premier single est Bad Man de R. Kelly. L'album contient par ailleurs le Theme from Shaft, composé par Isaac Hayes pour Les Nuits rouges de Harlem (1971), le premier film sur Shaft.
| No  | Titre                                                  | Producteurs                        | Durée |
| --- | ------------------------------------------------------ | ---------------------------------- | ----- |
| 1.  | Theme from Shaft (Isaac Hayes)                         | Isaac Hayes                        | 4:38  |
| 2.  | Bad Man (R. Kelly)                                     | R. Kelly                           | 4:03  |
| 3.  | Up and Outta Here (R. Kelly)                           | R. Kelly                           | 4:25  |
| 4.  | Do What I Gotta Do (Donell Jones)                      | Edward Ferrell                     | 4:46  |
| 5.  | Rock wit U (Alicia Keys)                               | Lellow                             | 5:46  |
| 6.  | We Servin' (Big Gipp)                                  | Rondal Rucker                      | 3:24  |
| 7.  | Tough Guy (OutKast featuring UGK)                      | Earthtone III                      | 5:44  |
| 8.  | 2 Glock 9's (T.I.P. featuring Beanie Sigel)            | PA                                 | 4:03  |
| 9.  | Summer Rain (Carl Thomas)                              | Heavy D, Warryn Campbell (co.)     | 4:57  |
| 10. | Automatic (Sleepy Brown featuring Backbone & Big Rube) | Organized Noize                    | 4:14  |
| 11. | Pimp Shit (Too $hort)                                  | DJ Silk                            | 4:12  |
| 12. | Cheatin' (Liberty City)                                | Larry "Rock" Campbell, Timmy Allen | 3:54  |
| 13. | Fix Me (Parle featuring Eve & Jadakiss)                | Chad "Dr. Ceuss" Elliot            | 3:45  |
| 14. | How You Want It? (Mil)                                 | The Legendary Traxster             | 4:00  |
| 15. | Ain't Gonna See Tomorrow (Mystikal)                    | Earthtone III                      | 4:33  |
| 16. | My Lovin' Will Give Your Something (Angie Stone)       | Gerry DeVeaux                      | 4:42  |
| 17. | Serenata Negra (Fulanito)                              | Dose, Win                          | 3:37  |

## Accueil

### Critique
Shaft reçoit des critiques plutôt partagées. Il obtient 68% d'opinions favorables sur l'agrégateur Rotten Tomatoes. Sur Metacritic, il décroche une note moyenne de 50⁄100 pour 33 critiques

### Box-office
| Pays ou région    | Box-office      | Date d'arrêt du box-office | Nombre de semaines |
| ----------------- | --------------- | -------------------------- | ------------------ |
| France            | 746 373 entrées |                            |                    |
| États-Unis Canada | 70 334 258 $    | 5 octobre 2000             | 16                 |
| Mondial           | 107 196 498 $   | -                          | -                  |

## Analyse